# Discografia dei Crickets
I Crickets sono stati un gruppo musicale nato nel 1957 in Texas. Inizialmente il gruppo era guidato da Buddy Holly, che rimase il leader fino alla sua morte avvenuta nel 1959. I restanti membri della band hanno proseguito l'attività in studio e live fino allo scioglimento nel 2016.

## Album in studio
| Anno | Titolo                                                       | Dettagli album                                                         | Massima posizione in classifica | Massima posizione in classifica |
| Anno | Titolo                                                       | Dettagli album                                                         | US                              | UK                              |
| ---- | ------------------------------------------------------------ | ---------------------------------------------------------------------- | ------------------------------- | ------------------------------- |
| 1957 | The "Chirping" Crickets                                      | - Pubblicato: 27 novembre 1957 - Etichetta: Brunswick - Formati: LP    | —                               | 5                               |
| 1960 | In Style with the Crickets                                   | - Pubblicato: 5 dicembre 1960 - Etichetta: Coral - Formati: LP         | —                               | 13                              |
| 1962 | Bobby Vee Meets the Crickets                                 | - Pubblicato: 14 luglio 1962 - Etichetta: Liberty - Formati: LP        | 42                              | 2                               |
| 1962 | Something Old, Something New, Something Blue, Somethin' Else | - Pubblicato: Dicembre 1962 - Etichetta: Liberty - Formati: LP         | —                               | —                               |
| 1964 | California Sun / She Loves You                               | - Pubblicato: Febbraio 1964 - Etichetta: Liberty - Formati: LP         | —                               | —                               |
| 1970 | Rockin' 50's Rock'n'Roll                                     | - Pubblicato: Dicembre 1970 - Etichetta: Barnaby - Formati: LP         | —                               | —                               |
| 1973 | Bubblegum, Pop, Ballads & Boogie                             | - Pubblicato: Aprile 1973 - Etichetta: Philips - Formati: LP           | —                               | —                               |
| 1973 | Remnants                                                     | - Pubblicato: Dicembre 1973 - Etichetta: Vertigo - Formati: LP         | —                               | —                               |
| 1974 | A Long Way from Lubbock                                      | - Pubblicato: Maggio 1974 - Etichetta: Mercury - Formati: LP           | —                               | —                               |
| 1988 | T Shirt                                                      | - Pubblicato: Settembre 1988 - Etichetta: Epic - Formati: CD, LP, MC   | —                               | —                               |
| 1993 | Double Exposure                                              | - Pubblicato: Settembre 1993 - Etichetta: Rollercoaster - Formati: CD  | —                               | —                               |
| 1997 | Too Much Monday Morning                                      | - Pubblicato: Marzo 1997 - Etichetta: Carlton Sounds - Formati: CD, MC | —                               | —                               |
| 2004 | The Crickets & Their Buddies                                 | - Pubblicato: Luglio 2004 - Etichetta: Sovereign - Formati: CD, DVD    | —                               | —                               |
| 2005 | About Time Too!                                              | - Pubblicato: Settembre 2005 - Etichetta: Rollercoaster - Formati: CD  | —                               | —                               |

## Raccolte
| Anno | Titolo                                                             | Massima posizione in classifica | Massima posizione in classifica | Massima posizione in classifica | Massima posizione in classifica |
| Anno | Titolo                                                             | US                              | CAN                             | NZ                              | UK                              |
| ---- | ------------------------------------------------------------------ | ------------------------------- | ------------------------------- | ------------------------------- | ------------------------------- |
| 1959 | The Buddy Holly Story                                              | 67                              | —                               | —                               | 2                               |
| 1965 | A Collection                                                       | —                               | —                               | —                               | —                               |
| 1971 | Rock Reflections                                                   | —                               | —                               | —                               | —                               |
| 1975 | Back in Style                                                      | —                               | —                               | —                               | —                               |
| 1978 | 20 Golden Greats                                                   | 55                              | 31                              | —                               | 1                               |
| 1984 | The Complete Crickets                                              | —                               | —                               | —                               | —                               |
| 1987 | File 1961–1965                                                     | —                               | —                               | —                               | —                               |
| 1989 | The Best of the Crickets                                           | —                               | —                               | —                               | —                               |
| 1991 | The Liberty Years                                                  | —                               | —                               | —                               | —                               |
| 1991 | Ravin' On – From California to Clovis                              | —                               | —                               | —                               | —                               |
| 1993 | Words of Love – 28 Classic Songs from Buddy Holly and the Crickets | —                               | —                               | 20                              | 1                               |
| 1994 | The Singles Collection 1957–1961                                   | —                               | —                               | —                               | —                               |
| 1998 | 25 Greatest Hits                                                   | —                               | —                               | —                               | —                               |
| 1999 | The Very Best of Buddy Holly and the Crickets                      | —                               | —                               | 12                              | 13                              |
| 2001 | The Ultimate EP Collection                                         | —                               | —                               | —                               | —                               |
| 2009 | The Complete Early Recordings                                      | —                               | —                               | —                               | —                               |
| 2016 | Please Don't Ever Change 1961–1962                                 | —                               | —                               | —                               | —                               |
| 2017 | The Crickets Story                                                 | —                               | —                               | —                               | —                               |
| 2017 | The Rough Guide to Buddy Holly & the Crickets                      | —                               | —                               | —                               | —                               |
| 2018 | The Complete US & UK Singles As & Bs 1956–62                       | —                               | —                               | —                               | —                               |

## EP
| Anno                                                    | Title                          | Massima posizione in classifica |
| Anno                                                    | Title                          | UK                              |
| ------------------------------------------------------- | ------------------------------ | ------------------------------- |
| 1957 (omonimo all'album in studio ma è una versione EP) | The "Chirping" Crickets        | —                               |
| 1957                                                    | The Sound of the Crickets      | —                               |
| 1958 (solamente in UK)                                  | The Sound of the Crickets      | —                               |
| 1959                                                    | It's So Easy                   | 18                              |
| 1960                                                    | The Crickets                   | —                               |
| 1960                                                    | Four More                      | 7                               |
| 1960                                                    | That'll Be the Day             | —                               |
| 1962                                                    | The Crickets Don't Ever Change | —                               |
| 1963                                                    | The Crickets                   | —                               |
| 1963                                                    | Just for Fun                   | 1                               |
| 1963                                                    | Straight – No Strings!         | —                               |
| 1964                                                    | Come On                        | —                               |
| 1976                                                    | Buddy Holly: Crickets Hits     | —                               |
| 1979                                                    | Buddy Holly Memorial Society   | —                               |
| 1980                                                    | Million Dollar Movie           | —                               |
| 1988                                                    | The Crickets                   | —                               |
| 1990                                                    | Back Home in Tennessee         | —                               |
| 1998                                                    | Go Boy Go!                     | —                               |

## Altre apparizioni
I Crickets hanno partecipato come band di registrazione ai due album solisti di Buddy Holly.
| Anno | Artista            | Titolo      | Note                                                                                     | Massima posizione raggiunta |
| Anno | Artista            | Titolo      | Note                                                                                     | UK                          |
| ---- | ------------------ | ----------- | ---------------------------------------------------------------------------------------- | --------------------------- |
| 1958 | Buddy Holly        | Buddy Holly | I Crickets hanno partecipato a tutti i brani dell'album                                  | —                           |
| 1958 | That'll Be the Day | Buddy Holly | Il contributo della band è solamente nella ri-registrazione del brano That'll Be the Day | 5                           |